# Cinturones europeos del alcohol

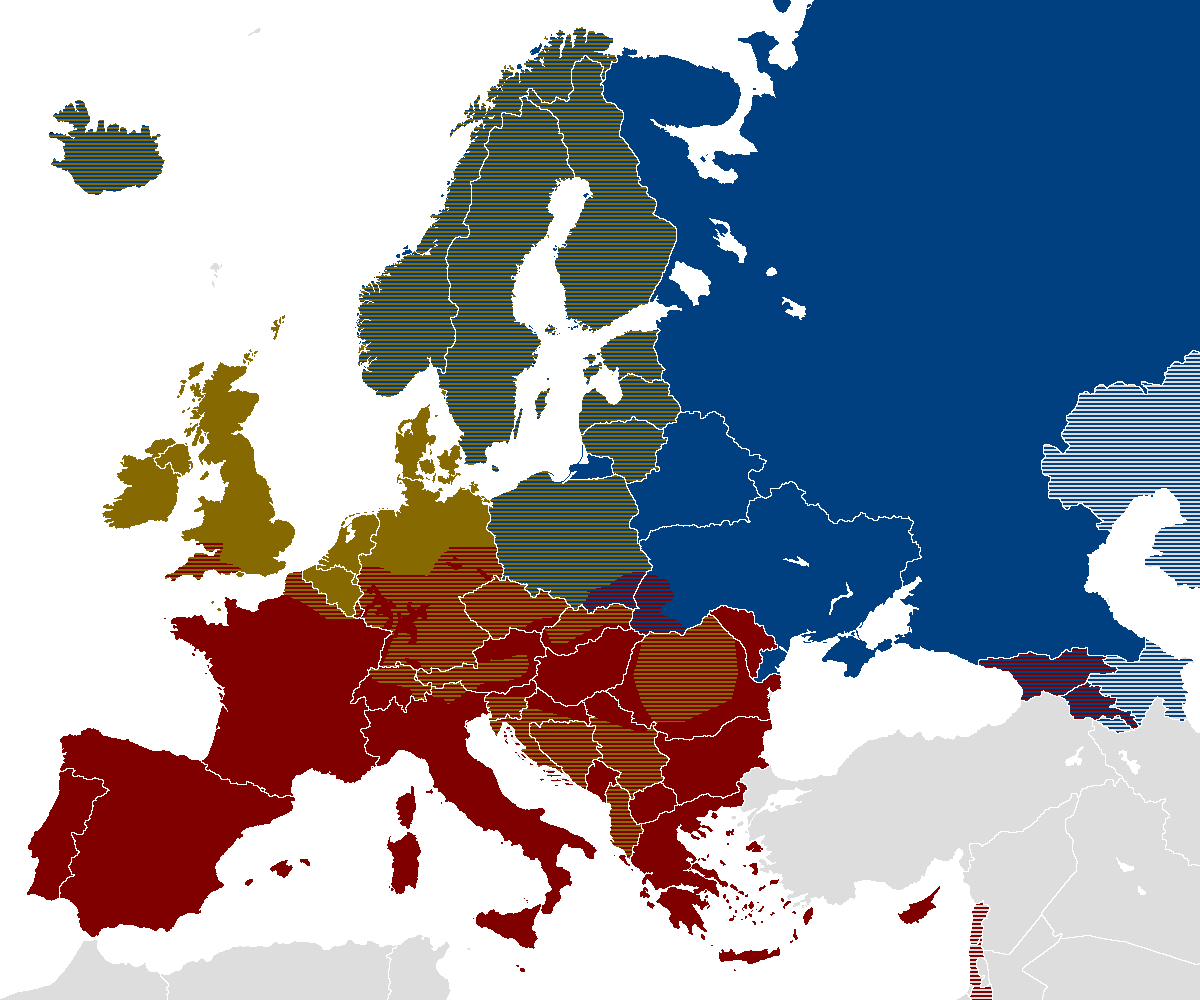
Cinturones europeos del alcohol:
vino (cinturón latino o mediterráneo)
cerveza (cinturón germano o centroeuropeo)
vodka (cinturón eslavo)

Son denominados cinturones europeos del alcohol, a las diferentes regionalizaciones que se han hecho en el continente en función de su bebida tradicional, que son: el vino en el área agrícola de la vid, la cerveza en la Europa central donde se produce cebada y lúpulo, y el vodka en las áreas frías donde crece bien la papa o patata. Esta clasificación es de origen popular y anecdótica.

## Clasificación
Aunque ninguno de estos cinturones o franjas tiene límites claros, se han agrupado de la siguiente manera:
- El «Cinturón de la Cerveza», que comprende Alemania, Austria, Bélgica, Irlanda, Países Bajos, Reino Unido, la República Checa y Suiza, así como las regiones francesas de Alta Francia y Gran Este.
- El «Cinturón del Vino», que comprende Armenia, Bulgaria, Chipre, España, Francia, Georgia, Grecia, Hungría, Italia, Macedonia del Norte, Moldavia, Portugal, San Marino y Suiza.
- El «Cinturón del Vodka», que comprende Bielorrusia, Estonia, Finlandia, Islandia, Letonia, Lituania, Noruega, Polonia, Rusia, Suecia y Ucrania

Las dos primeras son bebidas alcohólicas por un proceso de fermentación, mientras que la tercera se da por destilación. El cinturón cervecero se mezcla con el cinturón vinícola en regiones de Francia, Austria, el suroeste de Alemania, Suiza, Rumanía y los Balcanes. En cambio, el cinturón del vodka comparte los países escandinavos y bálticos con el de la cerveza, así como regiones de Polonia. Los países del centro de Europa se encuentran en la conjunción de los tres cinturones ya que sus tierras fértiles y su clima permiten el cultivo de patata, vid y cebada a la vez.

## Origen y constatación

Principal bebida alcohólica consumida por países, según OMS (2010)
Vino
Cerveza
Destilados

El mapa de los cinturones europeos del alcohol (en inglés, European alcohol belts) parece tener su origen en un artículo escrito por Franco Jakobs en la revista digital Big Think en 2010. El mapa corrió como la pólvora en páginas de Reddit, Instagram y otras redes sociales, popularizando los «cinturones europeos del alcohol». Las denominaciones, sin embargo, son mencionadas anteriormente. Por ejemplo, la revista Time cita el Vodka Belt en un artículo de 1964. Otro pionero fue el autor británico Alex de Jonge, quien desarrolló entre los años 1970 y 1980 el concepto de geoalcoholics, en el cual explica que las particularidades (culturales, políticas, económicas, etc.) de Rusia, frente a otros países europeos, se ven afectadas por la pertenencia de Rusia al Cinturón del Vodka y no al de la Cerveza.
Hoy en día, las tres divisiones tradicionales no se corresponden totalmente con la realidad. Según la OMS en su Informe sobre la situación mundial del alcohol y la salud, Suecia y Dinamarca consumían preferentemente vino aún sin producirlo, mientras que en España se dio reorientación del mercado de bebidas, y la cerveza ha conseguido desplazar al vino como bebida habitual (véase imagen).